# 四正丙基氰化铵
四正丙基氰化铵是一种季铵盐，化学式为(C3H7)4NCN，是氰化铵的四个氢被正丙基取代得到的化合物，它可由四丙基溴化铵在甲醇中经离子交换树脂处理制得。它和氰化钾、氰化汞反应，可以结晶出[(C3H7)4N]K[Hg(CN)4]。它可用于催化安息香缩合反应。